# Denaby
Denaby est une paroisse civile du Yorkshire du Sud, en Angleterre.